# Sebastian (pel·lícula de 1968)
Sebastian és una pel·lícula d'espies britànica del 1968 dirigida per David Greene, produïda per Michael Powell, Herbert Brodkin i Gerry Fisher, i distribuït per Paramount Pictures. La pel·lícula està basada en una història de Leo Marks, i Gerald Vaughan-Hughes va escriure el guió.

## Argument
El Sr. Sebastian és un antic professor d'Oxford, que a finals dels anys 60 dirigeix l'oficina de descodificació exclusiva de dones de la intel·ligència britànica. Un dia, mentre corre pels carrers d'Oxford per assistir a l'entrega d'un títol honorífic al seu amic el primer ministre, Sebastian es troba amb Rebecca (Becky) Howard i el seu jeep. Després d'insultar en Sebastian al moment, la Becky està intrigada per ell i el segueix a la cerimònia. Després que la Becky sigui capaç d'escriure el seu propi nom al revés, ell li dona un número de telèfon per trucar si vol un "treball" no especificat.
La Becky truca al número, i després que l'assistent personal d'en Sebastian, la senyoreta Elliott, descrigui la feina com a part del "funcionari públic", la idea preocupa la Becky. Superades les seves preocupacions, torna a trucar i, després d'una entrevista reeixida, aconsegueix una feina per desxifrar codis utilitzats per agents secrets i espies estrangers. Un cop instal·lada a la seva nova feina, la Becky comença a enamorar-se lentament del senyor Sebastian. Tanmateix, sorgeixen problemes quan el Gen. John Phillips, cap de Seguretat, acusa la descodificadora jueva sènior de Sebastian, Elsa Shahn, de ser un risc de seguretat pobre, a causa de les seves tendències comunistes d'esquerra.
Sebastian convenç el cap d'intel·ligència de retenir en Shahn malgrat les objeccions de Phillips, expressant el vital que és Shahn per a l'oficina de descodificació i reafirmant que gaudeix de la seva plena confiança. Finalment, la Becky i el Sebastian tenen una aventura, que molesta la núvia d'en Sebastian (i cantant de pop descoberta) Carol Fancy. En última instància, Shahn traeix la confiança de Sebastian proporcionant informació recentment descodificada a una organització política d'esquerres. Quan s'enfronta a la bretxa de seguretat del cap d'intel·ligència i del gos de vigilància de Phillips, Jameson, en Sebastian presenta la seva renúncia i trenca amb Becky, pensant que ella l'havia compromès. Deixa Londres i torna al seu lloc de professor a la Universitat d'Oxford. Mesos més tard, el Cap d'Intel·ligència visita en Sebastian a Oxford, que convenç en Sebastian de tornar, temporalment, a l'oficina de descodificació per ajudar els nord-americans a desxifrar alguns senyals no identificats que emanen d'un satèl·lit espia rus de tipus Sputnik que envolta la terra. Per preparar aquesta tasca, Sebastian visita una instal·lació secreta britànica d'escoltes, on coneix l'americà Ackerman, que està treballant en el projecte.
Un dia, mentre busca la Becky, que també ha abandonat el departament de descodificació després de la renúncia i la ruptura d'en Sebastian, en Sebastian es troba amb Carol, que el convida a una festa al seu pis "per l’amor dels vells temps". A la festa, en Sebastian és drogat amb LSD i en Toby, desconegut per en Sebastian, a la vegada amant de Carol i agent estranger, l'atreu a la part superior de l'edifici. Just quan l'al·lucinant Sebastian està a punt de saltar de la cornisa de l'edifici fins a la seva mort davant la insistència de Toby, és salvat pel general Phillips, que havia estat seguint ambdós homes, i Toby és arrestat. Sebastian torna a l'oficina de descodificació i descobreix on viu la Becky. Mentre visita la Becky, en Sebastian descobreix que és el pare del seu nadó. Durant aquesta visita, un soroll del sonall del nadó proporciona a Sebastian la solució als senyals del satèl·lit espia soviètic, que finalment trenca amb l'ajuda del seu fidel grup de noies descodificadores, que són convocades a l'apartament de Becky per desxifrar el codi soviètic.

## Repartiment
- Dirk Bogarde com a Sebastian
- Susannah York com a Rebecca (Becky) Howard
- Lilli Palmer com a Elsa Shahn
- John Gielgud com a cap d'intel·ligència
- Nigel Davenport com el general John Phillips
- Janet Munro com a Carol Fancy
- Ronald Fraser com a Toby
- John Ronane com a Jameson
- Donald Sutherland com Ackerman
- Margaret Johnston com a Miss Elliott
- Ann Beach com a Pamela
- Ann Sidney com a Naomi
- Veronica Clifford com a Ginny
- Alan Freeman com a president de TV
- Hayward Morse com a Gavin
- Portland Mason com a noia "UG".
- James Belchamber com a home amb gos

## Producció
Es va rodar a Oxford, Londres, Jodrell Bank i a Twickenham Film Studios, St Margarets, Twickenham, Middlesex, Anglaterra.

## Llançament
La pel·lícula fou estrenada a Nova York el 24 de gener de 1968.

## Recepció
La reacció de la crítica a la pel·lícula va ser en general ben lleu. A la seva crítica del 12 de març de 1968, el crític de Chicago Sun Times Roger Ebert va dir que [Sebastian] "és una pel·lícula que es mou amb confiança en tres direccions, i no arriba enlloc amb un esplèndid espectacle d'estil." Ebert creu que la pel·lícula comença com un thriller sobre operacions de descodificació, després es converteix en una història d'amor entre Bogarde i York, després hi ha la filtració al grup d'activistes d'esquerres per part de Palmer, i "en un desenllaç espectacular i tendre", Bogarde salva el món lliure descobrint el codi del satèl·lit soviètic que s'assembla al soroll del sonall del seu nadó. Renata Adler del New York Times va ser igualment tèbia, anomenant Sebastian "un embolic de saturació mitjana... un dels problemes amb aquest tipus de pel·lícula és l'enorme pressió que fa que l'audiència s'ho passi bé sense gairebé res". Conclou la seva ressenya escrivint: "Si només la gent no intentés falsificar-ho tot alhora, sinó que es concentrés en fer alguna cosa divertida o dues." Variety tenia essencialment el mateix problema, queixant-se que tot i que el material central de trencament de codi tenia "angles potents per a una pel·lícula forta, però, aquí, la història toca tantes bases que mai troba realment un concepte definit." Fins i tot la seva estrella Dirk Bogarde va anomenar el filmar un "no esdeveniment" en el moment de la seva estrena.